# Réseau Hartmann
Pour les articles homonymes, voir Hartmann.
 (mars 2017).
 (novembre 2015).
Si vous disposez d'ouvrages ou d'articles de référence ou si vous connaissez des sites web de qualité traitant du thème abordé ici, merci de compléter l'article en donnant les références utiles à sa vérifiabilité et en les liant à la section « Notes et références ».
 (mars 2011).
Le réseau Hartmann, en radiesthésie, sourcellerie, serait un treillis de carrés entrelacés de « champs énergétiques » différents, « les réseaux telluriques », principalement composés des champs Hartmann et Curry (du nom de leurs « découvreurs » Ernst Hartmann et Manfred Curry (en)). Selon la communauté scientifique, ce treillis de lignes est imaginaire et n'a aucune réalité quantifiable ni mesurable. Le réseau Hartmann est en lien avec la géobiologie de l'habitat, une pseudoscience rattachée à la radiesthésie.

## Fondements scientifiques
Les expériences sur lesquelles Ernst Hartmann se base pour proposer l'existence d'un réseau Hartmann ne sont pas appuyées par des tests statistiques rigoureux. Par ailleurs, la date fournie pour ces observations coïncide avec la période durant laquelle Hartmann était encore étudiant en médecine, ce qui met en doute le fait qu'il ait pu mener des expériences contrôlées sur le sujet.
Aucune expérience en double aveugle n'a été menée pour valider ces thèses.
Les concepts de « courants telluriques » et d'« ondes terrestres » employés n'ont aucun sens en géophysique et ne se retrouvent dans aucune autre discipline scientifique.
Aucun appareil permettant la mesure objective d'une fréquence magnétique quelconque n'a été utilisé pour mettre en évidence l'existence de ces « ondes ». La radiesthésie et les mesures faites avec un pendule, système de mesure faisant intervenir systématiquement la sensibilité des êtres vivants, se basent sur le ressenti de la personne effectuant la mesure, ce qui est incompatible avec la démarche scientifique, qui se base sur des données chiffrées précises et répétables,, : les observations du chimiste Michel-Eugène Chevreul ont conduit à découvrir que les mouvements de la baguette de sourcier et ceux du pendule de radiesthésiste étaient causés par l'effet idéomoteur, dû aux praticiens eux-mêmes et non à des phénomènes extérieurs (ondes, champs…),.

## Histoire

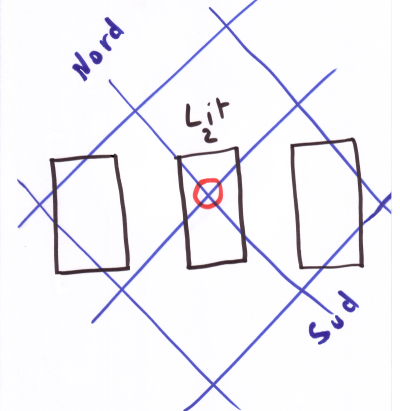
Représentation d'un réseau Hartmann.

Le concept de réseau Hartmann a été développé par le médecin allemand Ernst Hartmann (10 novembre 1915 à Mannheim - 23 octobre 1992 à Waldkatzenbach).
Dans les années 1935, alors qu'il est encore étudiant en médecine à l’Université de Heidelberg en Allemagne, Ernst Hartmann développe la certitude qu’un réseau quadrillé de courants, qu'il qualifie de « telluriques », couvrirait l’ensemble de la surface du globe terrestre : après des observations sur la mortalité dans l'hôpital où il travaillait, il aurait observé que certains lits semblaient plus pathogènes que d'autres[réf. nécessaire]. Après avoir inversé les lits, il en serait venu à l'hypothèse que ce n’était pas le lit qui était en cause mais son emplacement. Il en vint donc à invoquer l'hypothèse d'un rôle joué par des « ondes terrestres. »
Hartmann postule alors l'existence des « murs d'ondes » verticaux d’une largeur de 21 cm orientés nord-sud et est-ouest, dits « ondes telluriques. » Leur intersection avec la surface du globe constituerait un maillage, un treillis - traits bleus sur l'image.[réf. nécessaire] 
Les lits les plus pathogènes seraient situés sur un croisement de ces bandes, appelé à sa suite « nœud de Hartmann », et entreraient en résonance avec des ondes telluriques. Hartmann affirme ensuite qu’il suffit d’adapter la place des lits pour que certaines maladies disparaissent plus rapidement.
Pour diffuser ses thèses, il organise dès 1951 des séminaires et des colloques à Eberbach. Puis en 1961, il fonde un Centre de recherche pour la « géobiologie » qu’il préside pendant près de trente ans. Il décède à Waldkatzenbach le 23 octobre 1992. L'invention de ce concept est fondamental dans le développement de la géobiologie.